# Octopoda
De Octopoda (afgeleid van het Grieks Ὀκτάπους, 'acht-poot') zijn een orde binnen de klasse van de Cephalopoda (uit Grieks κεφαλόποδα ("koppotigen"), Nederlands: inktvissen) met acht armen of tentakels en drie harten. Het bekendste geslacht binnen deze orde van inktvissen is Octopus en soorten van andere geslachten worden in het Nederlands vaak ook aangeduid met de naam octopus. Deze dieren kunnen zich in allerlei spleten nestelen om op zoek te gaan naar voedsel of een schuilplaats.
Het voedsel bestaat voornamelijk uit krabben, garnalen, kreeften, weekdieren en vissen. Ze komen voor in alle wereldzeeën en oceanen, en kunnen korte tijd op het droge leven, zolang hun kieuwen maar vochtig zijn. Alle octopussen zijn giftig, maar alleen die van het geslacht blauwgeringde octopussen zijn dodelijk voor mensen.
In veel landen rond de Middellandse Zee, zoals Spanje, Italië en Griekenland, geldt de octopus ('pulpo') als delicatesse. Het vlees is echter te taai om te eten. Het vlees wordt eetbaar door het dier tientallen keren op een harde ondergrond te smijten. Een moderne methode is de octopus in te vriezen, met hetzelfde resultaat.

## Soorten
Er bestaan meerdere geslachten en families van Octopusachtigen (Octopoda), met meer dan 100 verschillende soorten, waarvan de achtarm of gewone octopus (Octopus vulgaris, geslacht Octopus) de bekendste soort is. De classificatie van geslachten en families verschilt echter nogal, afhankelijk van bron of auteur (zie ook Inktvissen). Enkele andere bekende geslachten zijn Eledone en Hapalochlaena. De achtarmen van het geslacht Eledone hebben armen met slechts één rij zuignappen. Zij komen voor in de Middellandse Zee en het noordoostelijk deel van de Atlantische Oceaan. Het tweede geslacht, uit de Indische en Stille Oceaan, wordt ook wel blauwgeringde octopus genoemd, en wordt maar 10 cm lang. Desondanks heeft hij een dodelijke beet.

## Anatomie
De Octopoda hebben geen exoskelet zoals de Nautilidae noch een intern skelet zoals Sepia dat heeft. Het enige harde deel in zijn lichaam is de hoornachtige bek die lijkt op die van een papegaai. De levensduur is kort en bedraagt voor de kleinere soorten soms niet meer dan zes maanden. De voortplanting luidt ook de dood in. De vangarmen zijn met zuignappen bedekt. Dit zijn meestal twee rijen zuignappen, bij enkele soorten is er sprake van één rij. Sommige soorten zijn in staat om, bijvoorbeeld bij gevaar, vangarmen af te stoten (net zoals de hagedis dat met zijn staart kan doen). Daarnaast beschikken octopoden nog over twee andere middelen om zich te beschermen, het spuiten van een inktwolk uit zijn inktzak en de eigenschap om hun kleur aan de omgeving aan te passen (camouflage).

## Voortplanting
Bij de voortplanting gebruiken de mannetjes een speciale arm, ook wel hectocotylus genoemd, om de spermatoforen (zakjes gevuld met sperma) in de vrouwelijke mantelholte te brengen.
De hectocotylus, meestal de derde rechterarm, breekt tijdens de copulatie van het lichaam af. Voorheen dachten biologen, die deze arm in de mantelholte van het wijfje aantroffen, dat het om een parasitaire worm ging. Deze worm werd geclassificeerd onder de naam hectocotylus, wat thans dus de naam van de copulatiearm is.
Mannetjes sterven enkele maanden na de copulatie. Bij sommige soorten bewaren de vrouwtjes het sperma enkele weken in het lichaam, totdat de eieren zijn gerijpt. Na de bevruchting legt het vrouwtje ongeveer 200.000 eitjes (dit aantal varieert sterk tussen de soorten). De eitjes hangen in trossen vanaf het plafond van het hol, of worden een voor een op de bodem gelegd. Het vrouwtje bewaakt de eieren tegen roofdieren en blaast er regelmatig water overheen om ze van zuurstof te voorzien. Zij eet gedurende deze periode (ongeveer een maand) niet. Als de eieren uitkomen sterft het vrouwtje en de baby-octopussen drijven dan enige tijd in wolken plankton, waarbij zij leven van de larven van krabben en zeesterren e.d. totdat zij terugzinken naar de bodem van de zee.

## Gedrag en intelligentie
Octopussen gelden als intelligente dieren die beschikken over een korte- en langetermijngeheugen. Twee derde van de zenuwcellen bevindt zich niet in de hersenen, maar in de vangarmen. Dierproeven in aquaria hebben aangetoond dat de octopus in staat is allerlei patronen en vormen goed van elkaar te onderscheiden. Ook zijn zij goed in staat tot leren, zoals blijkt uit doolhofproeven. Verder wordt er soms 'speelgedrag' vertoond zoals blijkt uit het onderzoeken en manipuleren van voorwerpen en speelgoed dat zich in aquaria bevindt. Het is bekend dat exemplaren die in aquaria worden gehouden, soms het aquarium verlaten en op zoek gaan naar voedsel.
Een bijzondere eigenschap is verder het vermogen om van kleur te veranderen. Dit gebeurt via pigment bevattende cellen in de opperhuid, de zogeheten chromatoforen. De armuiteinden bevatten chemoreceptoren, wat het mogelijk maakt de prooi te proeven. Ondanks de spleetvormige pupillen kunnen de ogen scherp zien. Ze kunnen echter geen kleuren waarnemen. Speciale evenwichtsorganen, de statocysten, zorgen voor de oriëntatie in het horizontale vlak. Ook de ogen blijven via een autonome zenuwbaan altijd horizontaal gericht. De proprioceptie (waarneming van eigen lichaamshouding) is echter gebrekkig ontwikkeld, waardoor er slechts een gebrekkige controle is over bijvoorbeeld de armbewegingen. De voortbeweging geschiedt door op de armen voort te kruipen, of door water te spuiten uit de gespierde sifons (een soort kokers), ook wel hyponomen genoemd.
Ondanks dat ze de meest intelligente ongewervelde dieren zijn, is er nog maar heel weinig bekend over hoe ze pijn ervaren. Volgens nieuw onderzoek zouden octopussen psychologische (emotionele) pijn voelen op vrijwel dezelfde manier als zoogdieren.

## Indeling
- klasse Cephalopoda
  - onderklasse Nautiloidea
  - onderklasse Coleoidea
    - Superorde Decapodiformes
    - Superorde Octopodiformes
      - Vampyromorphida: Vampier inktvissen
      - Orde Octopoda
        - Geslacht †Keuppia (incertae sedis)
        - Geslacht †Palaeoctopus (incertae sedis)
        - Geslacht †Paleocirroteuthis (incertae sedis)
        - Geslacht †Pohlsepia (incertae sedis)
        - Geslacht †Proteroctopus (incertae sedis)
        - Geslacht †Styletoctopus (incertae sedis)
        - Onderorde Cirrata
        - Onderorde Incirrata